# Marko Malenica
Marko Malenica (Újgradiska, 1994. február 8. –) horvát utánpótlás-válogatott labdarúgó, az NK Osijek kapusa.

## Pályafutása

### Klubcsapatokban
Malenica a horvát NK Osijek akadémiáján nevelkedett, a felnőtt csapatban 2013. május 3-án mutatkozott be egy NK Lokomotiva Zagreb elleni bajnoki mérkőzésen. 2014-ben a horvát HNK Cibalia, 2015-ben a HNK Segesta csapataiban futballozott kölcsönben, 2020-ban a lengyel Lech Poznań keretének tagja volt. 2021-ben fél évig kölcsönben a DVTK csapatában szerepel.

### Válogatottban
Többszörös horvát utánpótlás-válogatott, tagja volt a 2012-es U19-es labdarúgó-Európa-bajnokságon szerepelt csapatnak is.